# Robert Clark Jones
R. Clark Jones (30 de junio de 1916 - 26 de abril de 2004) fue un físico estadounidense que trabajó el campo de la óptica .
Estudió en la Universidad de Harvard y recibió su doctorado en 1941.
Hasta 1944 trabajó en los Laboratorios Bell, más tarde hasta 1982 con la Polaroid Corporation.
En una secuencia de publicaciones entre 1941 y 1956 demostró un modelo matemático para describir la polarización de la luz coherente, el cálculo de Jones .

## Honores
- 1944: Adolph-Lomb-Medaille (Optical Society of America)
- 1972: Frederic Ives Medal (Optical Society of America)
- 1989: Dennis Gabor Award (SPIE)
- 2004: G. G. Stokes Award für sein Lebenswerk (SPIE)

## Publicaciones
- Jones, R. Clark (1939). «On The Relativistic Doppler Effect». Journal of the Optical Society of America 29 (8): 337-338. doi:10.1364/JOSA.29.000337.
- Jones, R. Clark (1939). «The Koremetron: An Instrument for Measuring Pupillary Diameters». Journal of the Optical Society of America 29 (12): 531-534. doi:10.1364/JOSA.29.000531.
- Jones, R. Clark (1941). «A new calculus for the treatment of optical systems, I. Description and Discussion of the Calculus». Journal of the Optical Society of America 31 (7): 488-493. doi:10.1364/JOSA.31.000488.
- Hurwitz, Henry; Jones, R. Clark (1941). «A new calculus for the treatment of optical systems, II. Proof of three general equivalence theorems». Journal of the Optical Society of America 31 (7): 493-499. doi:10.1364/JOSA.31.000493.
- Jones, R. Clark (1941). «A new calculus for the treatment of optical systems, III The Sohncke Theory of optical activity». Journal of the Optical Society of America 31 (7): 500-503. doi:10.1364/JOSA.31.000500.
- Jones, R. Clark (1942). «A new calculus for the treatment of optical systems, IV». Journal of the Optical Society of America 32 (8): 486-493. doi:10.1364/JOSA.32.000486.
- Jones, R. Clark (1946). «Steady-State Load Curves for Semi-Conductor Bolometers». Journal of the Optical Society of America 36 (8): 448-454. doi:10.1364/JOSA.36.000448.
- Jones, R. Clark (1947). «A new calculus for the treatment of optical systems, V. A more general formulation and description of another calculus». Journal of the Optical Society of America 37 (2): 107-110. doi:10.1364/JOSA.37.000107.
- Jones, R. Clark (1947). «A new calculus for the treatment of optical systems, VI. Experimental determination of the matrix». Journal of the Optical Society of America 37 (2): 110. doi:10.1364/JOSA.37.000110.
- Jones, R. Clark (1947). «The Ultimate Sensitivity of Radiation Detectors». Journal of the Optical Society of America 37 (11): 879-888. doi:10.1364/JOSA.37.000879.
- Jones, R. Clark (1948). «A New Calculus for the Treatment of Optical Systems. VII. Properties of the N-Matrices». Journal of the Optical Society of America 38 (8): 671-683. doi:10.1364/JOSA.38.000671.
- Jones, R. Clark (1949). «A New Classification System for Radiation Detectors». Journal of the Optical Society of America 39 (5): 327-341. doi:10.1364/JOSA.39.000327.
- Jones, R. Clark (1949). «Erratum: The Ultimate Sensitivity of Radiation Detectors». Journal of the Optical Society of America 39 (5): 343. doi:10.1364/JOSA.39.000343.
- Jones, R. Clark (1949). «Factors of Merit for Radiation Detectors». Journal of the Optical Society of America 39 (5): 344-356. doi:10.1364/JOSA.39.000344.
- Jones, R. Clark; Jones, R. Clark (1949). «The Trapping of Fluorescent Light Produced within Objects of High Geometrical Symmetry». Journal of the Optical Society of America 39 (11): 912-916. doi:10.1364/JOSA.39.000912.
- West, C. D.; Jones, R. Clark (1951). «On the Properties of Polarization Elements as Used in Optical Instruments. I. Fundamental Considerations». Journal of the Optical Society of America 41 (12): 976-980. doi:10.1364/JOSA.41.000976.* Jones, R. Clark; West, C. D. (1951). «On the Properties of Polarization Elements as Used in Optical InstrumentsII. Sinusoidal Modulators». Journal of the Optical Society of America 41 (12): 982-984. doi:10.1364/JOSA.41.000982.

- Jones, R. Clark (1955). «New Method of Describing and Measuring the Granularity of Photographic Materials». Journal of the Optical Society of America 45 (10): 799-808. doi:10.1364/JOSA.45.000799.
- Jones, R. Clark; West, C. D. (1951). «On the Properties of Polarization Elements as Used in Optical Instruments. II. Sinusoidal Modulators». Journal of the Optical Society of America 41 (12): 982-984. doi:10.1364/JOSA.41.000982.
- Jones, R. Clark (1953). «The General Theory of Bolometer Performance». Journal of the Optical Society of America 43 (1): 1-10. doi:10.1364/JOSA.43.000001.
- Jones, R. Clark (1953). «On Reversibility and Irreversibility in Optics». Journal of the Optical Society of America 43 (2): 138-143. doi:10.1364/JOSA.43.000138.
- Jones, R. Clark (1953). «On the Relation between the Speed of Response and the Detectivity of Lead Sulfide Photoconductive Cells». Journal of the Optical Society of America 43 (11): 1008-1013. doi:10.1364/JOSA.43.001008.
- Jones, R. Clark (1956). «New Calculus for the Treatment of Optical Systems. VIII. Electromagnetic Theory». Journal of the Optical Society of America 46 (2): 126-131. doi:10.1364/JOSA.46.000126.
- Jones, R. Clark (1956). «Transmittance of a Train of Three Polarizers». Journal of the Optical Society of America 46 (7): 528-533. doi:10.1364/JOSA.46.000528.
- Jones, R. Clark (1958). «On the Point and Line Spread Functions of Photographic Images». Journal of the Optical Society of America 48 (12): 934-937. doi:10.1364/JOSA.48.000934.
- Jones, R. Clark (1959). «Quantum Efficiency of Human Vision». Journal of the Optical Society of America 49 (7): 645-653. doi:10.1364/JOSA.49.000645.
- Jones, R. Clark (1960). «Energy detectable by radiation detectors». Journal of the Optical Society of America 50 (9): 883. doi:10.1364/JOSA.50.000883.
- Jones, R. Clark (1960). «Proposal of the Detectivity D** for Detectors Limited by Radiation Noise». Journal of the Optical Society of America 50 (11): 1058-1059. doi:10.1364/JOSA.50.001058.
- Jones, R. Clark (1960). «Information Capacity of Radiation Detectors». Journal of the Optical Society of America 50 (12): 1166-1169. doi:10.1364/JOSA.50.001166.
- Jones, R. Clark (1961). «Information Capacity of Photographic Films». Journal of the Optical Society of America 51 (11): 1159-1171. doi:10.1364/JOSA.51.001159.
- Jones, R. Clark (1962). «Information Capacity of a Beam of Light». Journal of the Optical Society of America 52 (5): 493-501. doi:10.1364/JOSA.52.000493.* Jones, R. Clark (1962). «Immersed Radiation Detectors». Applied Optics 1 (5): 607-613. doi:10.1364/AO.1.000607.
- Jones, R. Clark (1962). «Ultimate Performance of Polarizers for Visible Light». Journal of the Optical Society of America 52 (7): 747-750. doi:10.1364/JOSA.52.000747.
- Jones, R. Clark (1962). «Information Capacity of Radiation Detectors. II». Journal of the Optical Society of America 52 (11): 1193-1200. doi:10.1364/JOSA.52.001193.
- Jones, R. Clark (1963). «Terminology in Photometry and Radiometry». Journal of the Optical Society of America 53 (11): 1314-1314. doi:10.1364/JOSA.53.001314.
- Bird, George R.; Jones, R. Clark (1965). «Estimation of the Spectral Response Functions of the Human Cone Pigments». Journal of the Optical Society of America 55 (12): 1686-1691. doi:10.1364/JOSA.55.001686.
- Bird, George R.; Jones, R. Clark; Ames, Allan E. (1969). «The Efficiency of Radiation Detection by Photographic Films: State-of-the-Art and Methods of Improvement». Applied Optics 8 (12): 2389-2405. PMID 20076051. doi:10.1364/AO.8.002389.
- Jones, R. Clark (1994). «Polarizers, Torpedoes, and Bombs». Optics and Photonics News 5 (10): 18. doi:10.1364/OPN.5.10.000018.